# Антон Гиргинов
Антон Гиргинов е български юрист, специалист по наказателно правосъдие и международно правно сътрудничество по наказателни дела, първият български международен прокурор и доктор на юридическите науки по наказателно право.

## Биография
Роден е на 8 март 1952 г. в гр. София. Син на професора по микробиология на млякото и млечните произведения Тоню Гиргинов (ВИХВП – Пловдив). Завършва с отличен успех Английската езикова гимназия в гр. Пловдив (Пловдивска английска гимназия), специалност „право“ – също с отличен успех, и докторантура по наказателно право в СУ „Св. Климент Охридски“. Доктор по право (1989), редовен доцент (1994), извънреден професор (1999) и редовен професор по наказателно право (2003). Доктор на юридическите науки (2014). Преподава от 1979 г. Член на Съюза на учените в България. Първият лектор по наказателно право в Юридическия факултет на Великотърновския университет “Св. cв. Кирил и Методий” (1992-1995 г). От 2001 г. до 2017 г. изнася лекционния курс по същата учебна дисциплина в Юридическия факултет на Пловдивския университет „Паисий Хилендарски“. Чел е лекции в Националния институт на правосъдието в гр. София, Центровете за обучение на съдии и прокурори в гр. Баня Лука (Република Сръбска) и гр. Сараево (Федерация Босна и Херцеговина), Косовския институт за правосъдие в гр. Прищина, Центъра за юридическо обучение на магистрати в гр. Дили (Източен Тимор), Института за юридическо развитие в гр. Багдад (Ирак), Института за юридическо обучение в гр. Ербил (Иракски Кюрдистан) и други.
От 1987 г. до 2015 г. работи като прокурор. Бил е районен прокурор в гр. Етрополе (1987 – 1992), прокурор в Софийската окръжна прокуратура (1992 – 1997) и прокурор във Върховната касационна прокуратура (1997 – 2015). Работил е за ООН като международен прокурор за престъпления против човечеството в Източен Тимор (2004 – 2005) и като главен международен прокурор-обучител на Специалната прокуратура за организирана престъпност в Косово (2006 – 2007). Експерт и лектор на Съвета на Европа (Любляна, Сараево, Сеул) и на Организацията за сигурност и сътрудничество в Европа (Институт за правосъдие – Прищина, 2002 – 2003). Национален и международен консултант по наказателно законодателство. От 2008 година работи за Европейския съюз: до май 2012 г. – като съветник по наказателното правосъдие в Баня Лука, Република Сръбска (Босна и Херцеговина), и от май 2012 г. до декември 2013 г. – като ръководител на юридическите експерти на Европейския съюз в Ирак, гр. Багдад. От май 2015 г. до декември 2017 г. е европейски прокурор-съветник по международното правно сътрудничество в Генералната прокуратура на Босна и Херцеговина, гр. Сараево. През 2018 г. работи като старши юридически експерт в Р. Македония, гр. Скопие, и в Украйна, гр. Киев. От декември с. г. до края на 2020 г. е европейски съветник в Главната прокуратура на Сомалия, гр. Могадишу. Впоследствие (2021-22 г) работи като европейски консултант на прокуратурата в Малави, гр. Лилонгве, като експерт на ООН в помощ на украинската прокуратура - отново в гр. Киев, и като съветник и обучител на Мениджмънт систъмс интернешънъл в подкрепа на наказателното правосъдие в Ирак, гр. Багдад и гр. Ербил (Иракски Кюрдистан).
Автор е на множество книги и учебници по наказателно право. Публикувал е на български, английски, руски, боснески/сръбски, гръцки, унгарски, арабски и сомалийски.